# Djiboutis flagga
Djiboutis flagga började användas på Djiboutis självständighetsdag den 27 juni 1977. Den vita liksidiga triangeln är en symbol för jämlikhet och den vita färgen står för fred. Stjärnan i rött symboliserar enighet men kan också ses som en symbol för kampen för oberoende. De gröna och ljusblå fälten representerar de två största folkgrupperna i Djibouti, afar respektive issa. En annan förklaring är att det gröna symboliserar jorden, medan det blå representerar himlen. Vitt, grönt och ljusblått var även de färger som användes av befrielserörelsen LPAI (Ligue Populaire Africaine pour l'Indépendance). Proportionerna är 21:38.